# GT4 European Series 2016
Navigation
Édition précédente Édition suivante
Le GT4 European Series 2016 est la neuvième édition du GT4 European Cup et la troisième sous le nom du GT4 European Series. La saison débute le 23 avril à Monza et se termine le 9 octobre à Zandvoort.

## Calendrier
| Manche | Manche | Date         | Évènement                               | Circuit                      | Lieu          | Pays        |
| ------ | ------ | ------------ | --------------------------------------- | ---------------------------- | ------------- | ----------- |
| 1      | C1     | 23 avril     | Blancpain GT Endurance Monza            | Autodromo Nazionale di Monza | Monza         | Italie      |
| 1      | C2     | 24 avril     | Blancpain GT Endurance Monza            | Autodromo Nazionale di Monza | Monza         | Italie      |
| 2      | C1     | 14 mai       | F3 Grand Prix de Pau                    | Circuit de Pau-Ville         | Pau           | France      |
| 2      | C2     | 15 mai       | F3 Grand Prix de Pau                    | Circuit de Pau-Ville         | Pau           | France      |
| 3      | CE     | 12 juin      | British GT & F3 Silverstone             | Circuit de Silverstone       | Silverstone   | Royaume-Uni |
| 4      | CE     | 9 juillet    | British GT & F3 / VW Fun Cup 25H de Spa | Circuit de Spa-Francorchamps | Francorchamps | Belgique    |
| 5      | C1     | 24 septembre | DTM Hungaroring                         | Hungaroring                  | Mogyoród      | Hongrie     |
| 5      | C2     | 25 septembre | DTM Hungaroring                         | Hungaroring                  | Mogyoród      | Hongrie     |
| 6      | C1     | 8 octobre    | Finaleraces                             | Circuit Park Zandvoort       | Zandvoort     | Pays-Bas    |
| 6      | C2     | 9 octobre    | Finaleraces                             | Circuit Park Zandvoort       | Zandvoort     | Pays-Bas    |

## Engagés
Toutes les voitures sont équipées de pneumatiques Pirelli.
| Drapeau de l'Allemagne | RYS Team KTM         |
| Drapeau de l'Allemagne | RYS Team Holinger    |
| Drapeau de l'Allemagne | RYS Team KISKA       |
| Drapeau de l'Allemagne | RYS Team WP          |
| Drapeau de l'Allemagne | RYS Team Pankl       |
| Drapeau de l'Allemagne | RYS Team InterNetX   |
| Drapeau de l'Allemagne | RYS Team True Racing |
| Drapeau de l'Allemagne | RYS Team Hohenberg   |

| Drapeau de l'Allemagne | Allied Racing              |
| Drapeau de l'Allemagne | Las Moras by Allied Racing |

| Drapeau de l'Allemagne | RYS Team KTM         |
| Drapeau de l'Allemagne | RYS Team Holinger    |
| Drapeau de l'Allemagne | RYS Team KISKA       |
| Drapeau de l'Allemagne | RYS Team WP          |
| Drapeau de l'Allemagne | RYS Team Pankl       |
| Drapeau de l'Allemagne | RYS Team InterNetX   |
| Drapeau de l'Allemagne | RYS Team True Racing |
| Drapeau de l'Allemagne | RYS Team Hohenberg   |

| Drapeau de l'Allemagne | Allied Racing              |
| Drapeau de l'Allemagne | Las Moras by Allied Racing |

| Icon | Class      |
| ---- | ---------- |
| P    | Pro        |
| A    | Amateur    |
| I    | Invitation |

## Résultats
Les équipages écrits en Gras indiquent une victoire au classement général.
| Manche | Manche | Circuit           | Pole position                                   | Vainqueurs Pro                                | Vainqueurs Am                         |
| ------ | ------ | ----------------- | ----------------------------------------------- | --------------------------------------------- | ------------------------------------- |
| 1      | M1     | Monza             | No. 9 Racing Team Holland by Ekris Motorsport   | No. 90 Villorba Corse                         | No. 77 Villorba Corse                 |
| 1      | M1     | Monza             | Ricardo van der Ende Bernhard van Oranje        | Luca Anselmi Giorgio Sernagiotto              | Alessandro Fogliani Patrick Zamparini |
| 1      | M2     | Monza             | No. 11 Sofia Car Motorsport                     | No. 46 Maserati Spa                           | No. 76 Autorlando Sport               |
| 1      | M2     | Monza             | Andreas Gülden Hendrick Still                   | Romain Monti                                  | Giuseppe Ghezzi Alessandro Giovanelli |
| 2      | M1     | Pau               | No. 19 PROsport Performance                     | No. 18 PROsport Performance                   | No. 28 Allied Racing                  |
| 2      | M1     | Pau               | Nicolaj Møller Madsen Andreas Patzelt           | Peter Terting Jörg Viebahn                    | Jan Kasperlik Dietmar Lackinger       |
| 2      | M2     | Pau               | No. 19 PROsport Performance                     | No. 19 PROsport Performance                   | No. 28 Allied Racing                  |
| 2      | M2     | Pau               | Nicolaj Møller Madsen Andreas Patzelt           | Nicolaj Møller Madsen Andreas Patzelt         | Jan Kasperlik Dietmar Lackinger       |
| 3      | 3      | Silverstone       | No. 109 Racing Team Holland by Ekris Motorsport | No. 118 PROsport Performance                  | No. 176 Autorlando Sport              |
| 3      | 3      | Silverstone       | Ricardo van der Ende Bernhard van Oranje        | Peter Terting Jörg Viebahn                    | Giuseppe Ghezzi Alessandro Giovanelli |
| 4      | 4      | Spa-Francorchamps | No. 108 Racing Team Holland by Ekris Motorsport | No. 184 RYS Team Hohenberg                    | No. 107 Street Art Racing             |
| 4      | 4      | Spa-Francorchamps | Simon Knap Rob Severs                           | Maciej Dreszer Mads Siljehaug                 | Jérôme Demay Damien Dupont            |
| 5      | M1     | Hungaroring       | No. 90 Villorba Corse                           | No. 18 PROsport Performance                   | No. 21 PROsport Performance           |
| 5      | M1     | Hungaroring       | Luca Anselmi Patrick Zamparini                  | Peter Terting Jörg Viebahn                    | Riki Christodoulou Carsten Struwe     |
| 5      | M2     | Hungaroring       | No. 90 Villorba Corse                           | No. 90 Villorba Corse                         | No. 7 Street Art Racing               |
| 5      | M2     | Hungaroring       | Luca Anselmi Patrick Zamparini                  | Luca Anselmi Patrick Zamparini                | Jérôme Demay Damien Dupont            |
| 6      | M1     | Zandvoort         | No. 41 Brookspeed                               | No. 84 RYS Team Hohenberg                     | No. 7 Street Art Racing               |
| 6      | M1     | Zandvoort         | Luc Braams Duncan Huisman                       | Maciej Dreszer Mads Siljehaug                 | Jérôme Demay Damien Dupont            |
| 6      | M2     | Zandvoort         | No. 9 Racing Team Holland by Ekris Motorsport   | No. 8 Racing Team Holland by Ekris Motorsport | No. 10 NMT Racing Team                |
| 6      | M2     | Zandvoort         | Ricardo van der Ende Bernhard van Oranje        | Simon Knap Rob Severs                         | Tristan Boorsma Yorick Boorsma        |